# 한국켄트외국인학교
한국켄트외국인학교(영어: Korea Kent Foreign School, KKFS)는 서울특별시 광진구 구의동에 위치한 외국인학교이다. 유치원부터 고등학교 과정을 운영한다.
대한민국 교육부에 허가를 받았으며, EARCOS의 회원이며, WASC로부터 승인받았다.

## 연혁
- 1993년 : 개교